# Pignolata glassata
La pignolata Messinese è un dolce tipico siciliano di Messina.
La specialità dolciaria è inclusa nella lista siciliana dei prodotti agroalimentari tradizionali italiani (P.A.T) del Ministero delle politiche agricole alimentari e forestali (Mipaaf) con la denominazione di pignolata di Messina.
Il dolce è ampiamente diffuso anche nella Sicilia orientale e nell'area calabrese che va da Melito a Scilla dove vi è una variante con glassa al gusto di bergamotto, oltre alla tradizionale con cedro e cioccolato.
È un dolce tradizionalmente tipico del periodo di carnevale, tuttavia oggi lo si produce durante tutto l'anno.
Si presenta come un mucchietto di pigne di varie dimensioni ricoperte di glassa bianca al limone e scura al cioccolato e dall'odore di essenza di cedro e cioccolato vanigliato.

## Storia
La pignolata nasce nel periodo della dominazione spagnola, quando su commissione di famiglie nobili si rielaborò la precedente ricetta "povera" sostituendo la copertura con una dolcissima glassa aromatizzata al limone e al cacao.
La Pignolata Messinese, si è diffusa in tutta l'area dello Stretto, è il dolce tipico più apprezzato della zona assieme alla Granita Messinese e vi è prodotto in grandi quantità per l'esportazione in Italia ed all'estero.

## Tradizione
Giuseppe Polimeni, nel suo testo "Quando a Reggio non c'erano i cornetti" afferma che "Il Carnevale, si diceva, era la festa della trasgressione, dell'illiceità, del superamento dell'atavica fame. Sulla tavola trasbordavano i maccarruni i zita con ragù di maiale (rassu e mariu), pasta o furnu, polpette che piacevano ai bambini, ma questi aspettavano soprattutto la distribuzione generosa della pignolata. Questo dolce era composto da palline di pasta fritte nello strutto e poi assemblata in mucchietti ricoperti con glassa di cioccolato ed al limone, oppure composto in piccoli coni impastati e ricoperti con il miele e decorati con confettini colorati".